# Jakov Kastiljski, gospodar Camerosa
Jakov Kastiljski (1268. – 1284.) bio je infant Kastilje (u Španjolskoj) i lord Camerosa. Jakov je bio najmlađi sin Alfonsa X. Mudrog i Violante Aragonske te brat infanta Petra i infanta Ivana.
Dana 17. veljače 1281., Jakov je primio viteštvo od svoga oca – ceremonija je održana u Burgosu, dok je 1277. postao lord Camerosa. 
Tijekom građanskog rata između Alfonsa X. i Jakovljeva brata Sanča, Jakov je stao na bratovu stranu; međutim, u ožujku 1283., Jakov je napustio Sanča i vratio se u očevu službu.